# Rat für Auswärtige Angelegenheiten

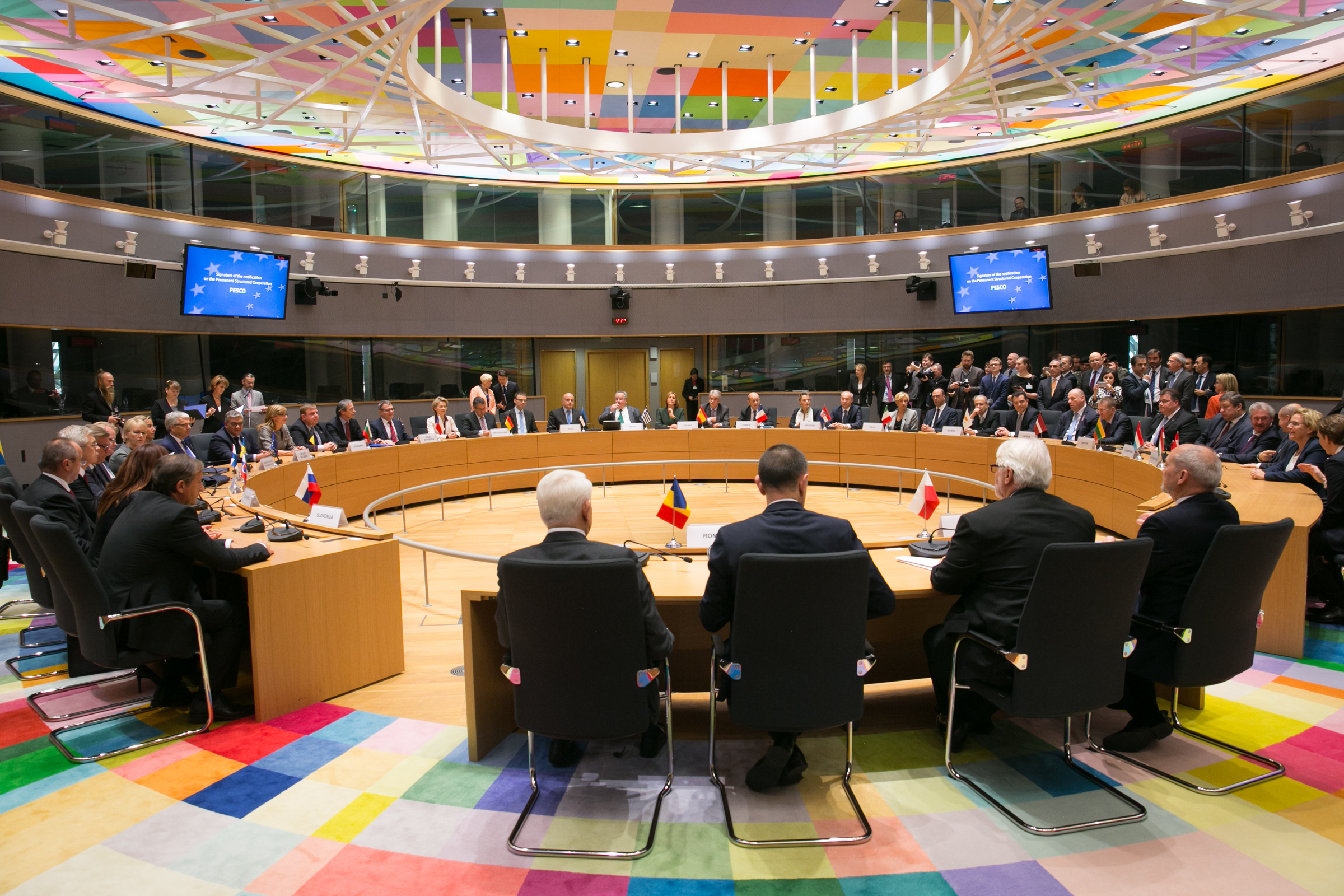

Der Rat für Auswärtige Angelegenheiten (RAB, englisch Foreign Affairs Council, FAC) oder kurz Außenministerrat ist die Ratsformation des Rats der Europäischen Union, die mit den Angelegenheiten der Gemeinsamen Außen- und Sicherheitspolitik betraut ist. Vor dem Vertrag von Lissabon wurden seine Aufgaben vom Rat für Allgemeine Angelegenheiten und Außenbeziehungen wahrgenommen.
Der Rat ist bei Erfüllung seiner Aufgaben an die außenpolitische Strategie des Europäischen Rats gebunden (Art. 22 EU-Vertrag). Vorsitzender des Rats für Auswärtige Angelegenheiten ist der Hohe Vertreter der Europäischen Union für Außen- und Sicherheitspolitik, dem neben den Mitgliedstaaten auch das Initiativrecht zukommt. Damit führt in dieser Ratsformation nicht der Vertreter des Mitgliedstaates den Vorsitz, das die aktuelle Ratspräsidentschaft innehat. Dem Rat steht ein Europäischer Auswärtiger Dienst zur Verfügung. Vor allem diese Neuerungen sollen dieser Ratsformation eine neue Qualität geben, wohingegen die Beschlussfassung weiterhin einstimmig erfolgt.

## Zusammensetzung
Die 27 Außenminister der EU-Mitgliedstaaten bilden den Rat für Auswärtige Angelegenheiten. Die Mitglieder des Rates gehören auf nationaler Ebene Parteien verschiedener politischer Spektren an, die sich nationenübergreifend in europäischen politischen Parteien organisiert haben. Obwohl das Verhandlungs- und Abstimmungsverhalten der Minister vor allem von nationalen Interessen bestimmt wird, bieten ihre Parteizugehörigkeiten auch einen Erklärungsansatz für die Politik des Rates insgesamt. 